# Hospital de la Santa Creu de Barcelona
|  | Aquest article tracta sobre l'antic hospital al Raval. Vegeu-ne altres significats a «Hospital de la Santa Creu i Sant Pau». |

L'Hospital de la Santa Creu és un conjunt arquitectònic entre els carrers de l'Hospital, Egipcíaques i Floristes de la Rambla del Raval de Barcelona, catalogat com a bé cultural d'interès nacional.

## Història i descripció

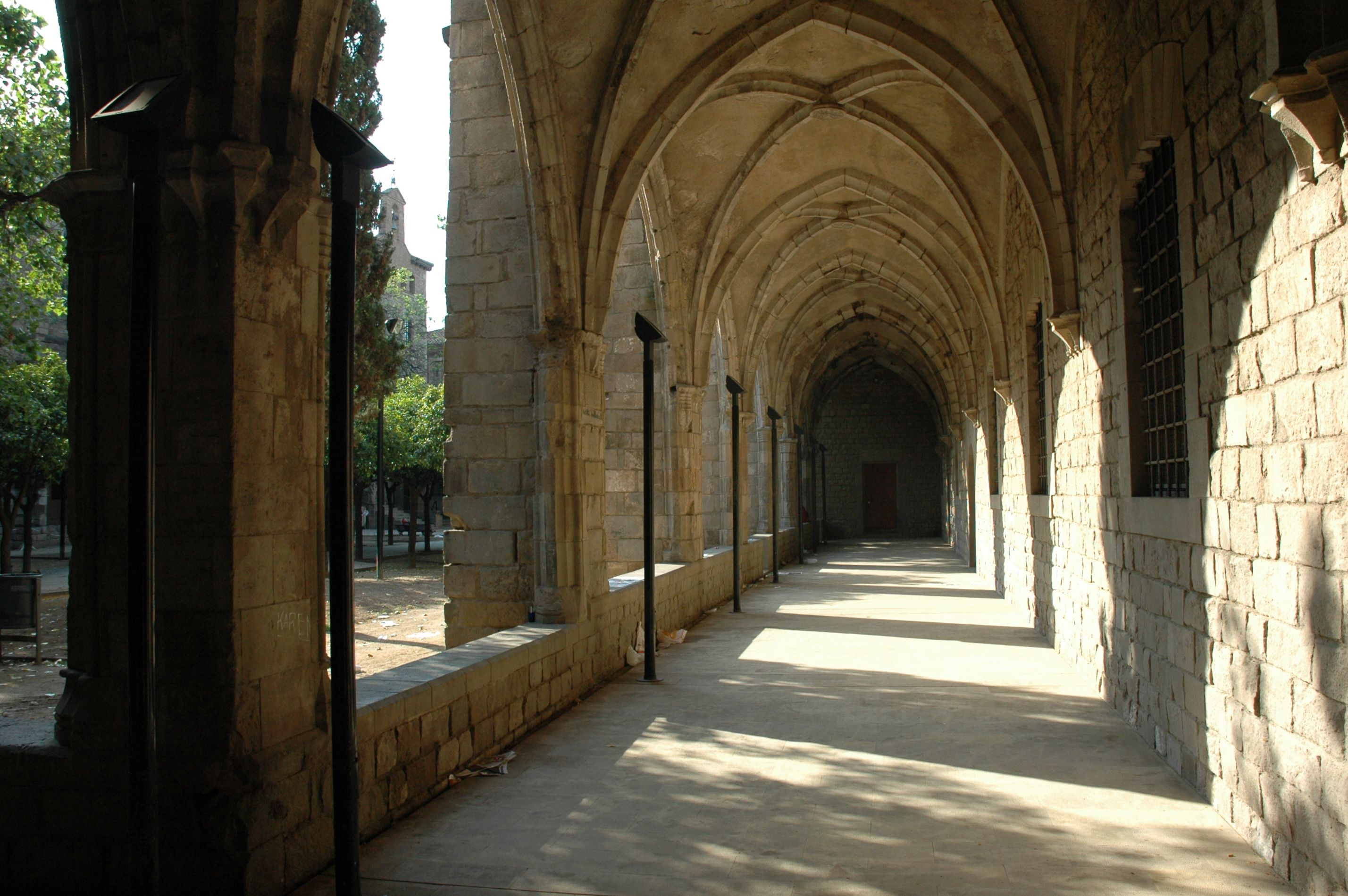
Galeria del Hospital de la Santa Creu

L'1 de febrer de 1401, el Consell de Cent i el Capítol de la Catedral de Barcelona acordaren unificar els sis hospitals que llavors hi havia a la ciutat: l'hospital Desvilar o de l'Almoina (1308), també conegut com hospital de l'Almoina o de Santa Marta (pel nom de l'església que tenia annexada), fundat pel canonge Pere Desvilar, i el d'en Marcús (segle xii), fundat per Bernat Marcús, regits pel consell de la ciutat; el d'en Colom (1219), creat pel canonge de la seu de Barcelona Joan Colom (†1229), i l'hospital d'en Vilar o de Sant Macià (segle xiv), fundat per Macià del Vilar, regits pel bisbat; l'hospital de Santa Eulàlia (segle xii) i l'hospital de Santa Margarida, que depenien del capítol de la Catedral, sota el nom d'Hospital de la Santa Creu.
El 13 de febrer del mateix any va començar la construcció del nou hospital amb la col·locació de la primera pedra en presència del rei Martí l'Humà, aprofitant els fons i la pedra destinada al projecte abandonat d'ampliació de les Drassanes Reials de Barcelona i la creació d'un palau reial adossat, i el 3 de setembre, el papa cismàtic Benet XIII d'Avinyó (Pere de Luna) en va atorgar la butlla fundacional del nou hospital. El 1407, el mestre d'obres Guillem Abiell fou contractat per a la construcció del claustre o pati porticat amb volta de creueria, al voltant del qual es projectaren quatre grans naus de dos pisos, amb una planta baixa coberta amb voltes de creueria molt rebaixada amb plements de maó i planta superior amb embigat de fusta a dues vessants sobre arcs diafragma lleugerament apuntats, que no s'arribaren a completar. En una primera fase es van construir les tres naus baixes de llevant, i tramuntana, mentre que la de ponent fou completada al segle següent.
L'ala sud no es construí mai, de manera que el 1585 s'hi edificaren sengles escales monumentals, que menen a les naus altes. Entre ambdues escales, enmig del pati, hi ha una creu sobre una columna salomònica, obra de Bernat Vilar (1691). Els segles següents, s'hi van fer algunes ampliacions i modificacions, com ara la construcció de la farmàcia (mitjan segle xvii).
La capella, acabada el 1444, aprofitava la nau de l'antic hospital d'en Colom i va ser reformada el segle xviii amb l'afegit d'una volta nova, perforada per una llanterna, i l'obertura d'un portal barroc, decorat amb una imatge al·legòrica a la Caritat, obra de Pere Costa (1730). Actualment acull La Capella, una sala d'art dedicada a la creació emergent.
Una casa del segle xv adossada a l'edifici per la part de llevant amb pòrtic flamíger, hostatjava l'antic arxiu de l'Hospital. El 1518 es va fer l'ala del carrer de l'Hospital amb la gran porta plateresca que substituiria la del carrer del Carme i que tancaria el recinte hospitalari entre els dos carrers. El 25 de març del 1629 es va començar a construir, adossada a la paret nord de l'hospital, la Casa de Convalescència (actual seu de l'Institut d'Estudis Catalans), les obres de la qual finalitzaren el 1680, quan es posà sota l'advocació de Sant Pau.
El 1691 es col·locà al centre del pati la creu monumental, amb una creu ja existent, a la que l'escultor Bernat Vilar hi va afegir la columna salomònica, considerada com un dels millors exemplars, i el pedestal, de marbre blanc i rosat.
El 1736-1749, es feu l'edifici de la cantonada amb el carrer de les Egipcíaques. El 1764, davant de la Casa de Convalescència, s'aixecà l'edifici del Col·legi de Cirurgia (actual seu de l'Reial Acadèmia de Medicina), obra de Ventura Rodríguez.

### Atenció sanitària
El model de gestió sanitària als pobres estava històricament basat en l'obligació cristiana de la caritat, finançant-se gràcies a almoines i llegats voluntaris. L'hospital estava atès per voluntaris i per diverses germandats i confraries religioses, on treballaven tant religiosos com laics. Des de 1599 hi treballava la Congregació de la Nativitat de la Mare de Déu, formada per dones laiques dirigides espiritualment pels jesuïtes; a partir de 1731 i mercès el llegat que hi feu Francesc Darder i Barrich, començaren a ésser anomenades darderes. Arran del llegat de Darder, l'administració es comprometia a mantenir 12 germanes a l'hospital, on viurien; en 1788 ja n'eren 24.
El 1784, Jaume Sayrols fundà una germandat hospitalera masculina, els Germans de la Caritat. El 1789, un nou llegat testamentari, del marquès de Llupià, va fer possible que l'administració portés una comunitat de Filles de la Caritat, que s'instal·là a la Casa de Convalescència i l'any següent esdevenint la primera comunitat d'aquesta congregació a Espanya. L'arribada de les Filles de la Caritat van suposar un conflicte amb les darderes: aquestes van quedar limitades a la cura dels malalts mentals, i reduït el seu nombre a quatre; les tasques d'atenció a dones i nens passaren a les noves germanes. L'administració, però, volia tenir el control complet sobre la congregació, cosa que no podia aconseguir amb les Filles de la Caritat, orde francès ja consolidat que tenia drets lògics sobre l'activitat de cada comunitat, com ara la de Barcelona. Per això, la mateixa administració va aprofitar el llegat de Llupià per fundar una nova germandat, les Germanes Hospitalàries de la Santa Creu, el 1792, que faria tasques similars però dependria enterament de l'hospital. Les Filles de la Caritat van marxar llavors de Barcelona. Les darderes hi continuaren fins al 1810, que foren expulsades pels invasors francesos. Les hospitalàries continuaren treballant-hi fins que l'hospital es traslladà a la nova seu, i hi continuen en l'actualitat.

### Trasllat i nous usos
Aquest hospital fou l'únic de la ciutat durant cinc segles fins que, a finals del segle xix, esdevingué insuficient a causa del gran augment de la població. Les modernes tendències higienistes recomanaven que els hospitals havien d'estar fora dels nuclis urbans, així com una limitació del nombre de llits. L'edifici de l'hospital, que estava entre horts i fora muralles al segle xv, havia quedat al mig d'un espai urbà i ple d'indústries insalubres. Amb tot, però, l'emplaçament al nucli històric comptava amb alguns defensors minoritaris. Durant l'epidèmia de colèra de 1854 es van transferir malalts al sanatori de Sant Boi de Llobregat, creat pel psiquiatre Antoni Pujadas i Mayans, malgrat les males relacions existents entre els dos centres. A més, el model d'hospital basat en la caritat i els llegats esdevingué residual i s'enfrontà a un nou corrent progressista que defensava una gestió cívica de la beneficència, finançada i controlada pel poder polític (municipal o estatal), on l'assistència sanitària i social era un dret dels pobres i no una concessió voluntària. Havia de ser, per tant, finançada amb impostos i no amb almoines.
El 1921, el conjunt hospitalari va ser adquirit per l'Ajuntament de Barcelona, i el 1930 els serveis es van traslladar al nou Hospital de la Santa Creu i Sant Pau. El 3 de juny del 1931 va ser declarat Monument Històric Artístic d'Interès Nacional. D'aleshores ençà és ocupat per la Biblioteca de Catalunya (oberta el 1940), l'Escola Universitària de Biblioteconomia i Documentació (1935) i la Biblioteca Sant Pau-Santa Creu.
També hi tenen seu la Reial Acadèmia de Farmàcia i la va tenir l'Escola d'Arts i Oficis del Llibre. A l'espai que ocupava aquesat, a la planta baixa de l'ala de Llevant del claustre, s'ha habilitat una sala on s'ofereixen espectacles teatrals. Actualment, n'és companyia resident La Perla 29, dirigida per Oriol Broggi.
El 1968 s'hi va inaugurar el Museu Tèxtil de Barcelona, que anys més tard passaria al Palau del Marquès de Llo i al Palau Reial de Pedralbes i quedar després incorporat al fons del Museu del Disseny.

## Galeria d'imatges

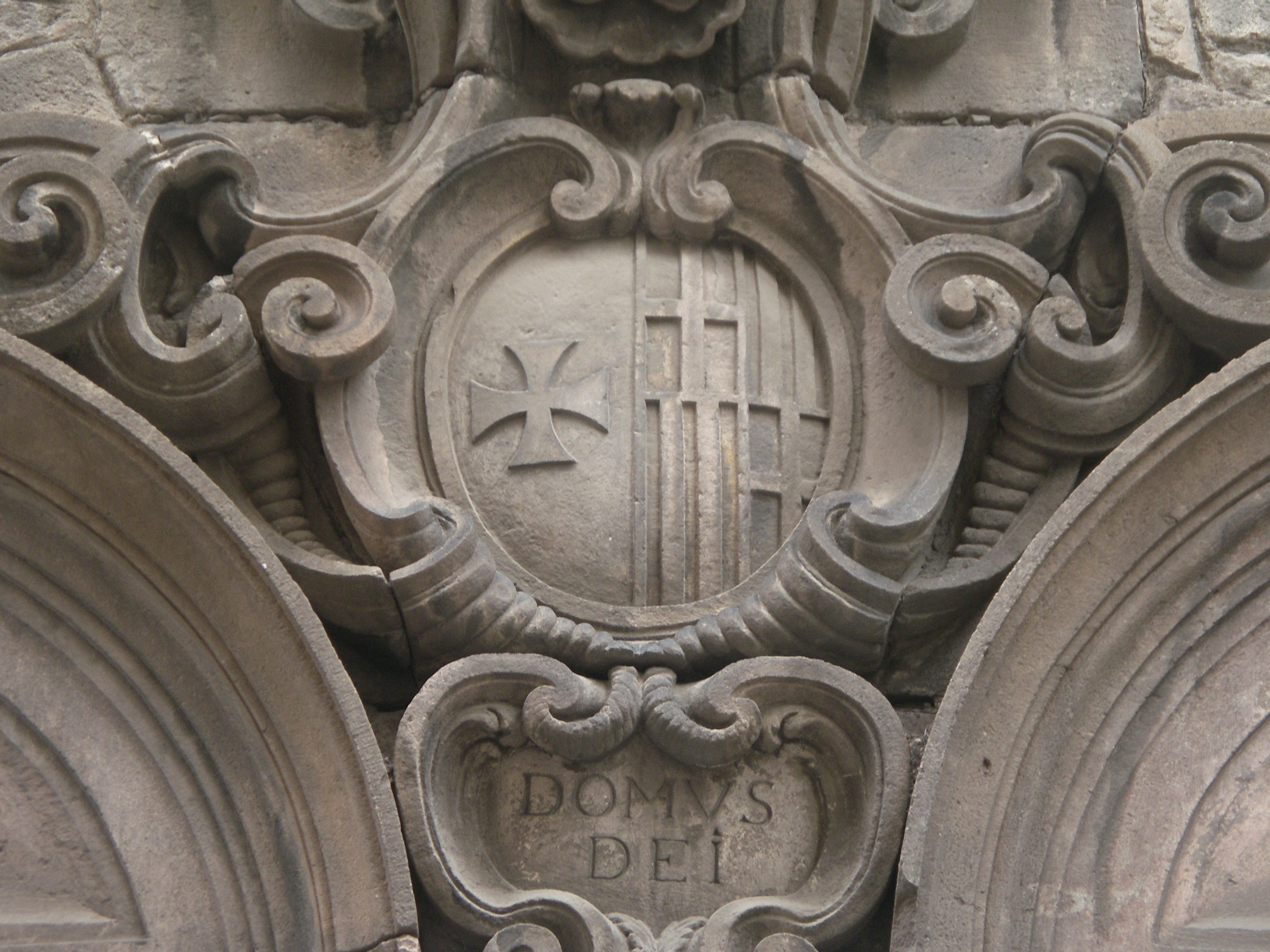
Escut a la façana de la capella, esculpit per Pere Costa (segle xviii)
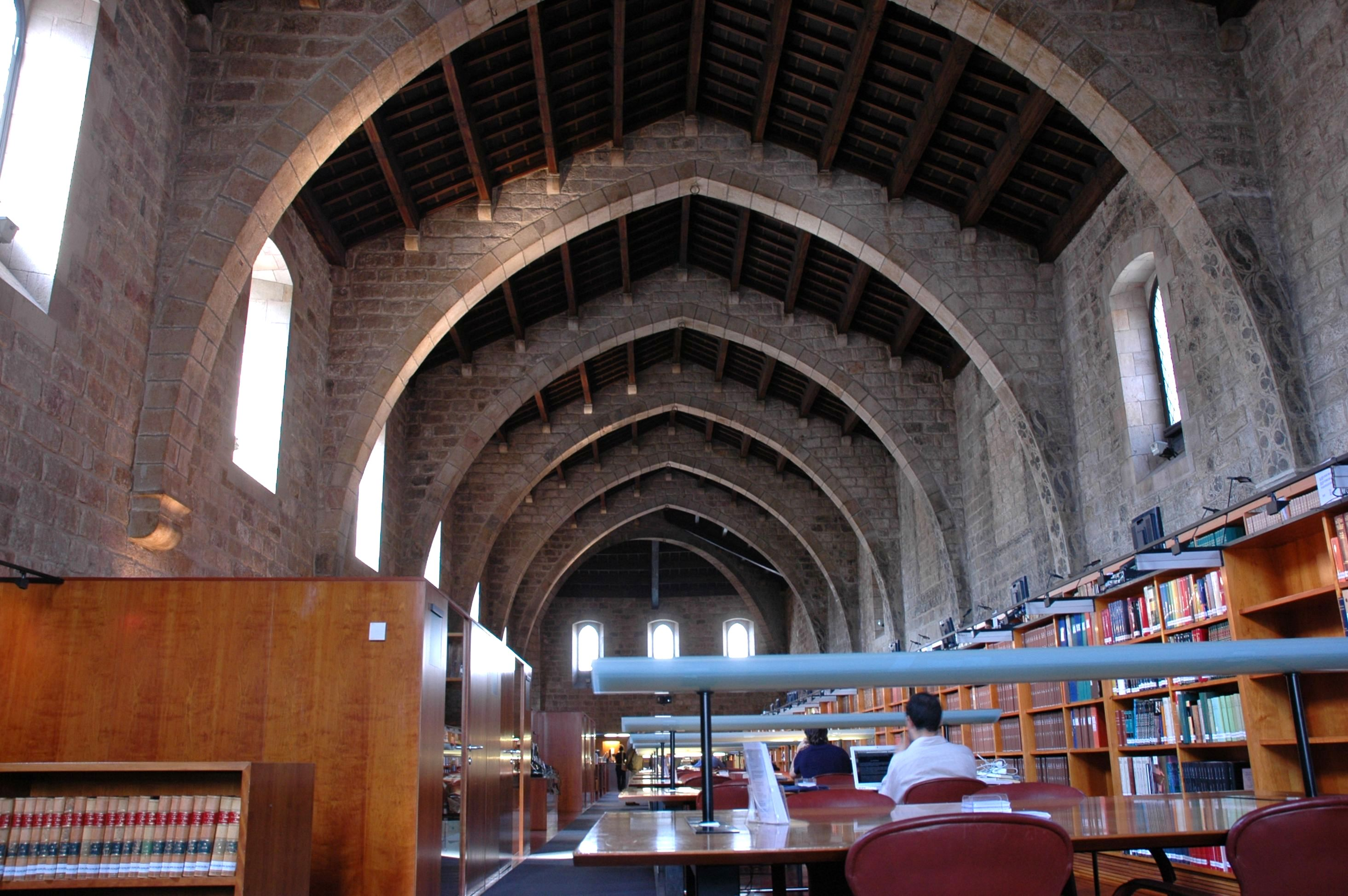
Nau de tramuntana de (segle xv)
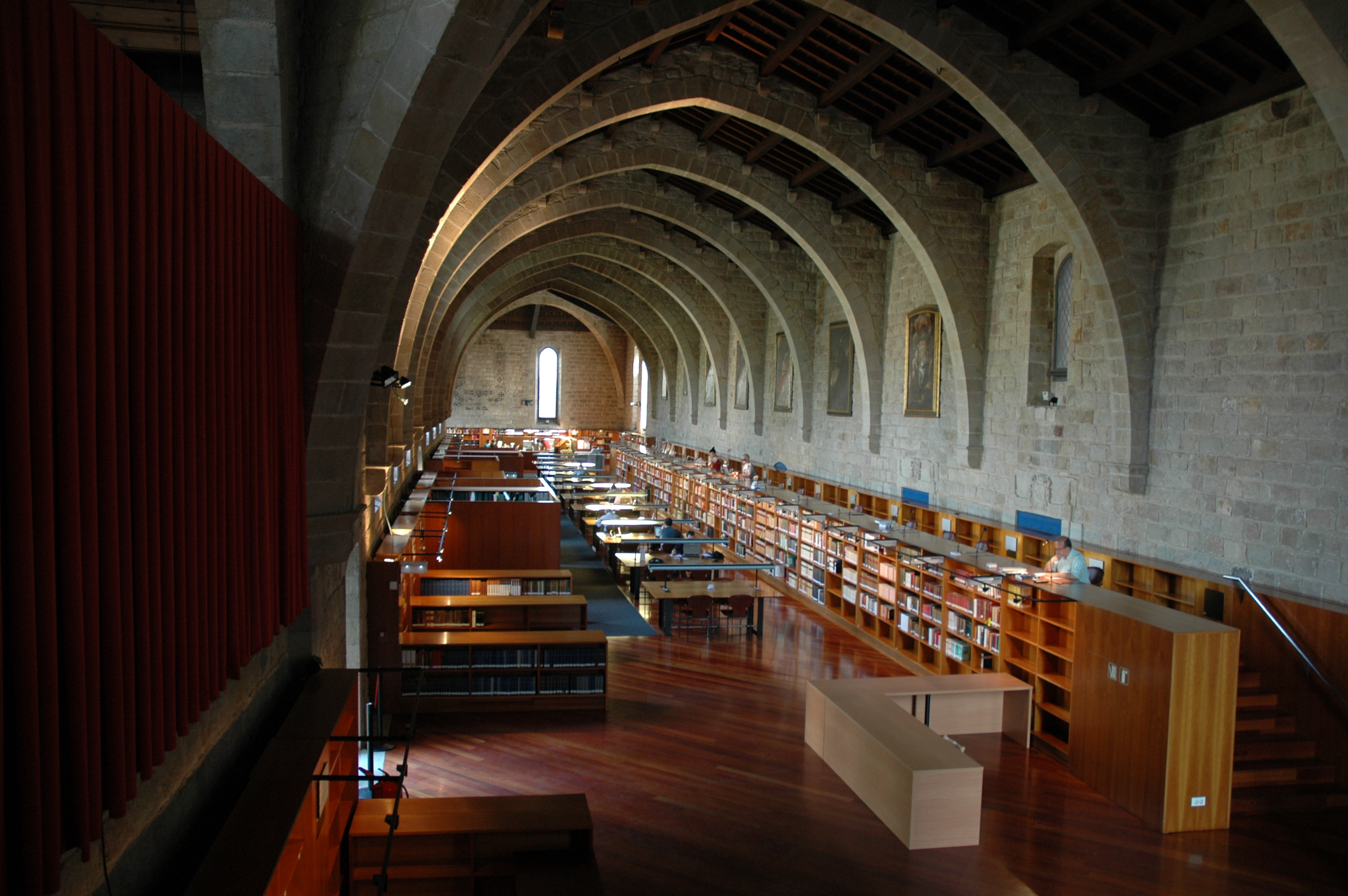
Sala de llevant
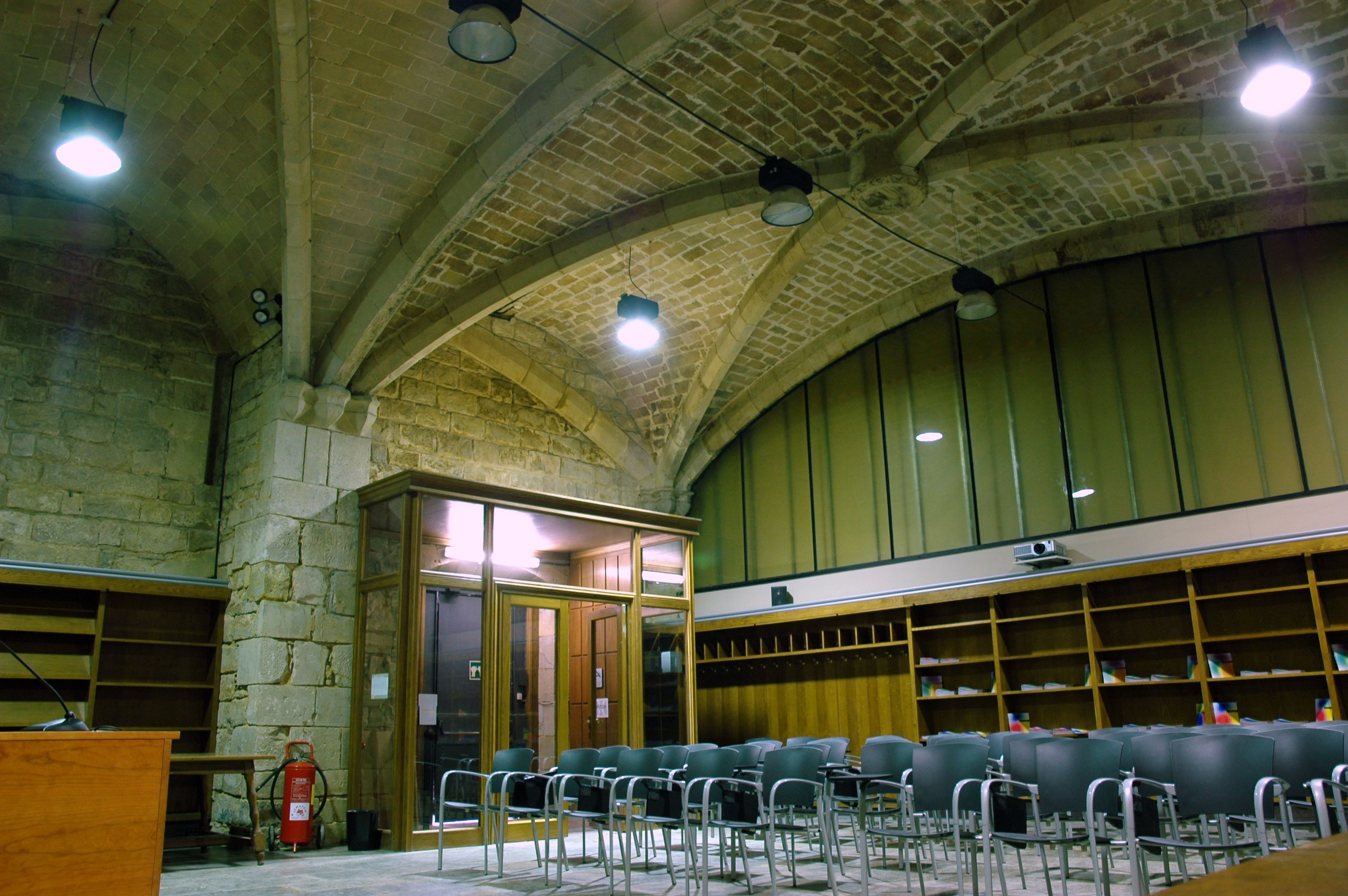
Sala gòtica de la planta baixa (segle xv)
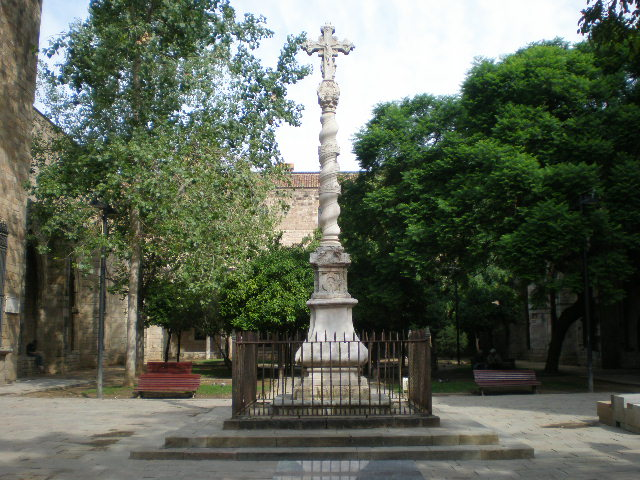
Creu monumental al pati